# Jean-Pierre La Placa
Jean-Pierre La Placa (Genève, 15 juni 1973) is een voormalig Zwitsers voetballer die zowel als middenvelder als als aanvaller uit de voeten kon.

## Carrière
La Placa maakte zijn debuut op het hoogste niveau in het shirt van FC Lausanne-Sport, de club waar hij zijn jeugdopleiding genoot. In 1995 versierde hij een transfer naar FC Sion, waarmee hij in 1996 de Zwitserse voetbalbeker won. Na amper één seizoen bij Sion trok hij naar FC Basel.
In 1997 waagde La Placa zich aan zijn eerste buitenlandse avontuur: hij trok naar de Franse eersteklasser Toulouse FC. De transfer draaide echter op een sisser uit: de Zwitser kreeg in de Ligue 1 enkel in de uitwedstrijd tegen FC Nantes speelminuten. La Placa keerde na één jaar terug naar Zwitserland, meer bepaald naar FC Aarau. Na twee jaar trok hij voor de tweede keer naar het buitenland, ditmaal naar de Belgische tweedeklasser RAEC Mons. Met de Henegouwers speelde hij twee jaar in Tweede klasse, alvorens in 2002 voor het eerst in de clubgeschiedenis naar Eerste klasse te promoveren. La Placa lag in het totaal vijf jaar onder contract bij Mons, daarin werd hij ook een half seizoen uitgeleend aan tweedeklasser Red Star Waasland.
La Placa trok in 2005 naar het Finse AC Allianssi Vantaa, waar ex-Mons-ploegmaat Olivier Suray toen manager was. Op die manier raakte La Placa betrokken bij de Zaak-Ye: de Zwitser werd ervan verdacht Waasland-spelers te hebben gevraagd om wedstrijden te beïnvloeden, iets wat La Placa ten stelligste ontkent. Nadat AC Allianssi in 2006 failliet werd verklaard keerde La Placa terug naar België, waar hij in de lagere divisies ging spelen.